# إغفريث (ملك مرسيا)
إغفريث تولى العرش ملكًا على مرسيا في الفترة من 29 يوليو إلى ديسمبر 796. كان ابن أوفا، أحد أقوى ملوك مرسيا، وزوجته سينثريث. في عام 787، كُرّس إغفريث ملكًا، وهو أول تكريس معروف لملك إنجليزي، ربما نظمه أوفا تقليدًا لتتويج أبناء شارلمان على يد البابا عام 781. في حوالي عام 789، بدا أن أوفا ينوي تزويج ابنه إغفريث من بيرثا ابنة ملك الفرنجة شارلمان، لكن شارلمان كان غاضبًا من الطلب ولم يتم المضي قدمًا في الاقتراح أبدًا.
وفقًا ـلكرويلاند كرونيكل [الإنجليزية] «لقد أصيب (إغفريث) بمرض ورحل عن هذه الحياة.» واستمر حكمه 141 يومًا.
خلف إغفريث قريب بعيد، كوينولف [الإنجليزية]، وذلك على الأرجح لأن أوفا قد دبر قتل أقرباء إغفريث من أجل التخلص من المنافسين على العرش. وفقًا لرسالة معاصرة من ألكوين يورك، وهو شماس إنجليزي وباحث قضى أكثر من عقد من الزمان في بلاط شارلمان كأحد مستشاريه الرئيسيين: 
ذلك الشاب النبيل لم يمت من أجل خطاياه، بل انتقام دم الأب الذي سفكه قد وصل إلى الابن. فإنكم تعلمون مقدار الدماء التي سفكها أبوه ليضمن المملكة لابنه.
وأضاف ألكوين: «لم يكن هذا تعزيزًا للمملكة، بل كان خرابًا لها».